# Corpinnat
Corpinnat és una marca col·lectiva de la Unió Europea creada per l'Associació de Viticultors i Elaborador Corpinnat (AVEC), l'abril de 2018. La marca aplega cellers productors de vins escumosos de qualitat i va néixer per distingir els escumosos elaborats per mètode tradicional al cor del Penedès. Els fundadors volen diferenciar-se dels productes de massa i promoure la viticultura sostenible amb varietats autòctones.

## Història
Als sis cellers fundadors, es van afegir a més Mas Candí, Huguet-Can Feixes, Júlia Bernet i Can Descregut i van decidir el gener de 2019 d'abandonar la denominació d'origen Cava. Col·laboren amb la Denominació d'Origen Penedès, des de la secció d'escumosos Clàssic Penedès, per una nova denominació d'origen de vins escumosos del Penedès. Es van distanciar de la política de baix preus dels tres grans grups del cava industrial, que «posa en perill el futur de centenars de famílies i del territori».
Els 11 cellers representats per aquesta marca van facturar el 2022 prop de 26 milions d’euros, comercialitzant, 2,43 milions d'ampolles.

## Criteris
L'ús de la marca Corpinnat se circumscriu a cellers elaboradors de vi escumós que cultiven les vinyes dins de la delimitació territorial establerta per l'AVEC i que compleixen els compromisos per raó social recollits al reglament d'ús:
- Collita manual
- Viticultura ecològica certificada pel Consell Català de la Producció Agrària Ecològica.
- Utilització de varietats històriques de la regió vitivinícola del Penedès.
- Vinificació íntegra a la propietat.
- Criances en ampolla superiors a 18 mesos.
- Contractes de llarga durada i preu mínim garantit al viticultor per als cellers que adquireixin raïm a tercers.

El reglament d'ús de Corpinnat delimita la producció dels vins escumosos un territori que abraça una superfície de 997 quilòmetres quadrats i que inclou 46 municipis de les següents comarques: Alt Penedès, Baix Penedès, Garraf. Alt Camp, Tarragonès, Baix Llobregat i Anoia.